# Estación Alerce
Alerce es una estación de ferrocarril de Chile que se encuentra en la comuna de Puerto Montt, Región de Los Lagos. Es parte de la línea Longitudinal Sur.
Luego del cierre Regional Victoria-Puerto Montt en 2007, el presidente Gabriel Boric anunció la reapertura de esta estación como parte del Tren Llanquihue-Puerto Montt. Reabrió sus puertas el 22 de abril de 2025.

## Historia

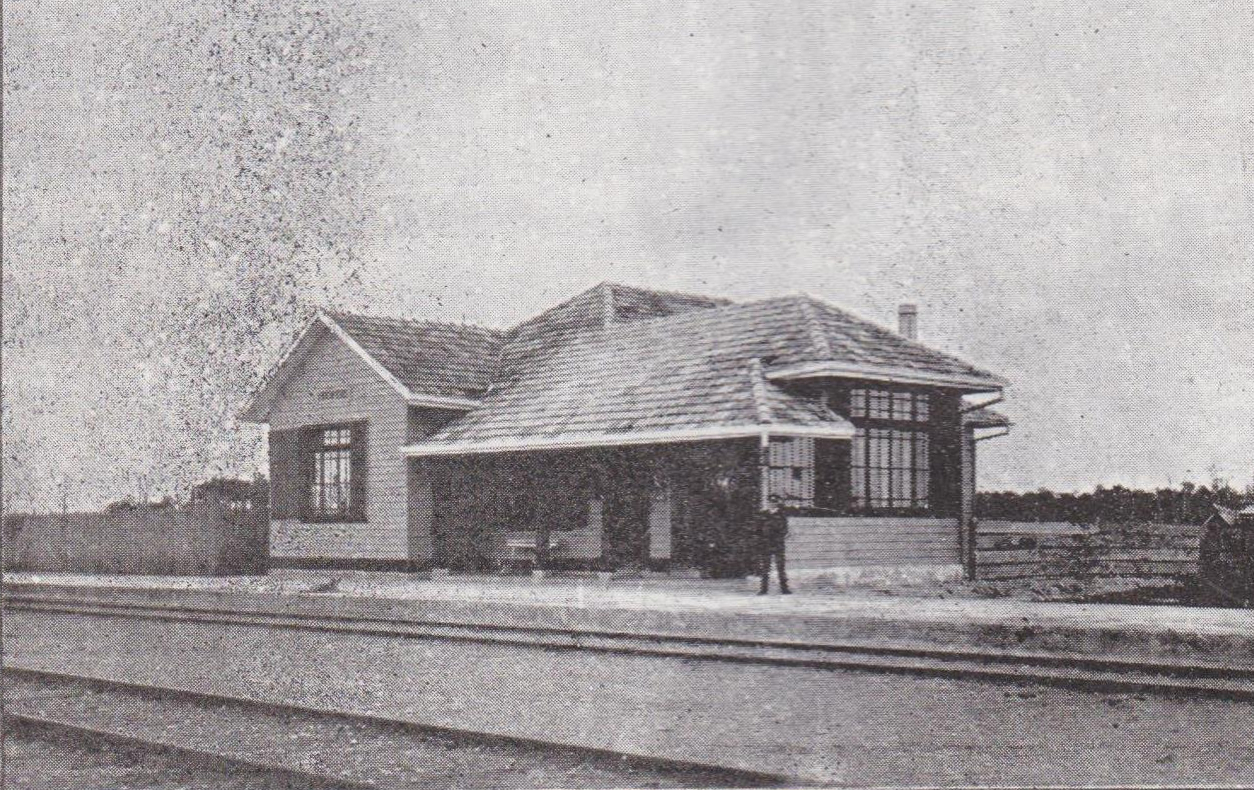
Estación Alerce c. 1929.

La estación se construyó en 1911, con la llegada del ferrocarril a Puerto Montt, y originalmente se llamó «Arrayán», como la misma localidad a su alrededor que posteriormente pasaría a llamarse Alerce. En los años siguientes el recinto pasó a llamarse «Abtao», y finalmente en 1923 adquirió su nombre definitivo: Alerce.
La historia de la localidad está muy ligada a esta estación, ya que era el principal medio de comunicación con el resto de Chile. El recinto ferroviario sirvió como estación de carga de maderas —especialmente alerce— y de pasajeros.
En 2014 la Municipalidad de Puerto Montt anunció gestiones para que la estación fuera declarada monumento nacional, sin embargo, la iniciativa no dio frutos.
En 2018 se el municipio propuso la construcción de un servicio entre Alerce y estación La Paloma, no obstante, el proyecto fue descartado por el Ministerio de Transportes debido a la baja competitividad con los servicios de transporte ya presentes. Pese al rechazo, al año siguiente la municipalidad volvió a presentar un proyecto de tren corto que conecte ambas localidades.
En octubre de 2023 un incendio destruyó por completo el edificio de la exestación, el cual era habitado.

### Tren Llanquihue-Puerto Montt
En su cuenta pública de 2023, el presidente Boric anunció la puesta en marcha del servicio que conecta Llanquihue con la estación La Paloma.
El 14 de febrero iniciaron los trabajos de reparaciones de la estación La Paloma; los trabajos iniciados en estas fechas consideran además la rehabilitación de los andenes de las otras estaciones de la red. Se proyectó que la estación inicie sus operaciones en marzo de 2025. sin embargo, como consecuencia de  observaciones realizadas por Contraloría, se anunció que esta estación y el resto del servicio será inaugurado en abril de 2025, una vez subsanadas las deficiencias detectadas. Finalmente, reabrió sus puertas el 22 de abril de 2025.

## Servicios

### Antiguos
- Longitudinal Sur